# 玛丽亚·约万诺维奇
玛丽亚·约万诺维奇（1985年12月26日—），黑山女子手球运动员。她曾代表黑山参加2012年和2016年夏季奥林匹克运动会手球比赛，其中2012年奥运会获得一枚银牌。